# Bácsszentgyörgyi templom

## Története, szobrai, képei
Bácsszentgyörgy temploma 1911-ben épült. Lobogói: 1946. A következő szobrok díszítik: Szent József, Mária, Szent Antal, Szent Erzsébet, Kis Szent Teréz, Prágai Kis Jézus, Mária Szíve, Fájdalmas anya, Szent Margit, Kármelhegyi Mária, a jó pásztor, Szent Imre.
Fogadalmi ünnepe: Jézus szíve.
A helységet Szent Györgynek szentelt katolikus templomáról nevezték el, a templom titulusa jelenleg: A Szentolvasó Királynéja és Szent György.
Festmények: Szent György; főoltárkép: Szentolvasó királynéja.
- 1911-ben Petrovácz Gyula mérnök tervei alapján épült fel a templom téglából, palával fedve. A kivitelező Bászler János építési vállalkozó 26.811 korona 90 fillért kért a munkáért. Az ablaküvegeket Zsellér Imre üvegfestő készítette 2.745 korona 60 fillérért.
- 1911. október 1-jén szentelték fel a templomot a Rózsafüzér királynője tiszteletére.
- 1926-ban a templom előtt kőkeresztet emeltek a világháború áldozatainak emlékére.
- 1937-ben megépült a plébánia Dr. Möller Károly műépítész tervei alapján. Építője Miljacski Jakab kőműves vállalkozó, az épület alapja tégla, vályogtégla és cserép.
- 1937-ben tatarozták először a templomot.
- 1940-ben a plébániához melléképület épült, a templom köré téglajárda került.
- 1943-ban a templom belső mennyezete, külseje és tornya javításra szorult.
- 1948-ban az eredeti harang megrepedt, emiatt gyűjtésből újat készíttettek. Május 15-én történt az újharang (nagyharang) megáldása, mely 75 cm átmérőjű, 205 kg súlyú, az 1848/1948 jubileumi év emlékére öntötte Szlezák Rafael Rákospalotán. A harang felirata: „Magyarok Nagyasszonya könyörögj érettünk”. Ebben az évben felújították a templombelsőt is közadakozásból.
- 1954-ben a toronysisak gerendájának javítása készült el.
- 1956-ban külső tatarozást végeztek a templomon.
- 1958-ban a torony északi oldalát kőporozták. Az ezt követő években a kisebb javításokat és a templom rendben tartását nagyrészt Schmidt Éva néni, mint sekrestyés végezte.
- 1963-ban történt a kisharang, un. lélekharang megáldása, melynek felirata: „Úr Jézus Szent Szíve és a Boldogságos Szűz”. A harang Pencz János és Zorn Katalin ajándéka volt, Ducsák István öntötte Őrszentmiklóson, súlya 50 kg.
- 1985-ben a palatető helyére bádoglemez borítás került.
- 1987-ben ismét tatarozták a templomot.
- 2001-ben az ablakok külső üvegborítást kaptak.[1]

## Harangok
A templomtoronyban két harang található, egy nagy és egy kicsi.
A nagy harang nyári időszámítás szerint 6:00, 12:00, 20:00-kor, téli időszámítás szerint 6:00, 12:00, 18:00-kor szólal meg, szentmisék előtt 30 perccel. A kis harang: szentmisék előtt 15 perccel szól. Mind a két harang egyszerre: litániákkor, szentmisére beharangozáskor, a halottak emlékére november 1-jén 16:55-17:00-ig, halottakért 2 percre. Harangjait 1949: 75 cm átmérőjű. Szlezák Ráfael, 1963: 47 cm átmérőjű. Ducsák István öntötte
A templom előtt áll az első és második világháború áldozatainak emléket állító kereszt. Kereszt utca felőli része a templom építésének évszáma, kereszt építője ?

## Plébánosai
- 1919: Jaszenovics Gergely
- 1926: Szabó Sándor
- 1927: Kellner István
- 1938: Szekulity István
- 1941: Mozsár Pál
- 1946: 1954: Dombay Ernő
- 1981: Boromisza Péter,
- 2005: 2007 Velencei Tamás,
- 2007: 2009 plébános Szűcs Tibor kisegítő lelkész Reusz József
- 2009. július 23.: Nyírő Ferenc
- 2010. augusztus 1.: Polyák imre plébános, Kiss Zoltán káplán
- 2013. augusztus 1.: Szűcs Tibor